# Roland Stigulinszky
Roland Stigulinszky (* 29. April 1926 in Saarbrücken; † 27. Januar 2022) war ein deutscher Grafiker, Karikaturist und Satiriker. Seine Werke unterzeichnete er mit dem Kürzel stig.

## Leben
Nach dem Besuch der Saarbrücker Horst-Wessel-Schule, dem heutigen Otto-Hahn-Gymnasium, machte Stigulinszky 1943 an der Nationalpolitischen Erziehungsanstalt in Köslin sein Notabitur. Danach wurde er zur Luftwaffe eingezogen. Im selben Jahr 1943 geriet er in sowjetische Kriegsgefangenschaft, aus der er 1946 entlassen wurde. Ab 1947 arbeitete er zunächst als freiberuflicher Gebrauchsgrafiker und Texter. Von 1948 bis 1953 war er Mitarbeiter bei der saarländischen Satire-Zeitschrift Der Tintenfisch. Außerdem arbeitete er u. a. für den Fernsehsender Telesaar, die satirische Zeitschrift Pardon, die Jugendzeitschrift Twen, die Süddeutsche Zeitung und für die Saarbrücker Zeitung. Stigulinszky war von 1967 bis 1969 Präsident des Bundes Deutscher Grafik-Designer, von 1977 bis 1980 Vorsitzender des Tarifverbandes Selbständiger Design-Studios (SDSt) und von 1982 bis 1985 Präsident des Deutschen Designertages. Er wurde 1987 mit dem Saarländischen Verdienstorden ausgezeichnet.
Zu seinem 85. Geburtstag hat er den Gedichtband „Die Äpfel röten sich“ herausgebracht. 2013 gab es in Sulzbach durch eine Zusammenarbeit des Kunstvereins und der Stadt in der Sulzbacher Galerie die Ausstellung „Roland Stigulinszky – Querschnitt und Rückblick“, die einen Überblick über sein mehr als sechzigjähriges Wirken als Grafiker, Karikaturist, Satiriker und Dichter vermittelte. Dabei war auch sein erstes Auftragswerk aus dem Jahr 1947, das er nach seiner Rückkehr aus der sowjetischen Kriegsgefangenschaft fertigte. Zu seiner Eisernen Hochzeit mit seiner Frau Bruni veröffentlichte Stigulinszky den Gedichtband „Eiserne Hochzeit – Rostfreie Gedichte“.

## Werke (Auswahl)
- Ein Platz für Weihnachtsmänner. Satiren, München. Deutscher Taschenbuch-Verlag, 1988, ISBN 3-423-10969-6.
- Vom Konrad zum Kohl. Die 15 Bonner Kabinette von 1949… als Karikaturen gezeichnet. SCW Auer-Sällef, Saarbrücken 1989, ISBN 3-926339-06-3.
- Ratschläge mit Soforthilfemaßnahmen. Satiren in Wort und Bild. Rat-Schläge für Berufsleben und Kommunikation mit Soforthilfemaßnahmen gegen Konkurrenten, Kollegen und andere Betriebsstörungen. SCW Auer-Sällef, Saarbrücken 1992, ISBN 978-3-926339-10-2.
- Vom Hundertsten ins Tausendste. Lebensgeschichte(n) zwischen Hitler und Heute. 1997, ISBN 978-3926339164.
- „Scherz, Satire, Ironie und tiefere Bedeutung“. Werkauswahl aus 60 Jahren. (= Günter Scholdt, Hermann Gätje (Hrsg.): Sammlung Bücherturm, Band 7). Röhrig, St. Ingbert 2006, ISBN 978-3-86110-408-7.
- Roland Stigulinszky (Hrsg.): Der Tintenfisch. Ein Kaleidoskop der Jahre 1948 bis 1953. Das humoristische Blatt des Saarlandes. Gollenstein Verlag, Blieskastel 2006, ISBN 3-938823-11-9.
- Die Äpfel röten sich. Gedichte. SCW Auer-Sällef, Saarbrücken 2011, ISBN 978-3-926339-26-3.
- SpätLesung. 44 frühe Satiren und 18 jederzeitige Bilder-Geschichten. SCW Auer-Sällef, Saarbrücken 2012, ISBN 978-3-926339-28-7.
- Zustandsbeschreibungen. SCW Auer-Sällef, Saarbrücken 2013, ISBN 978-3-926339-30-0.
- Na wenn schon. Gedichte, Haikus u.ä. SCW Auer-Sällef, Saarbrücken 2015, ISBN 978-3-926339-31-7.
- Eiserne Hochzeit – Rostfreie Gedichte. SCW Auer-Sällef, Saarbrücken 2015, ISBN 978-3-926339-32-4.